# サイケデリック・ミュージック
サイケデリック・ミュージック（英: psychedelic music）、サイケデリア（英: psychedelia）は、ポピュラー・ミュージックのジャンルの一種。この中にはサイケデリック・ポップ、サイケデリック・ロック（アシッド・ロック）、サイケデリック・ソウル、サイケデリック・ラップ、サイケデリックなハウス、トランスなども含まれる。サイケデリック・ミュージックの要素は、多くの音楽に現れる。

## 概要

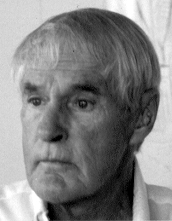
1960年代のLSDの使用に影響を与えたティモシー・リアリー（1989年撮影）

ウィリアム・S・バロウズやジャック・ケルアック、アレン・ギンズバーグといった1950年代から1960年代のビート・ジェネレーションの作家たちや、ティモシー・リアリー、アラン・ワッツ、オルダス・ハクスリーといった意識の拡張を提唱してきた学者たちは、新しい世代の者たちの考えに深く影響を与え、LSDの使用も相まって、霊的な啓発や社会意識とも結びつけられた。すぐさまミュージシャンたちは最初は間接的、のちに堂々とドラッグを用いて、その体験を自分の音楽にとりいれた。このような行為はアートや文学、映画の分野でも広く見られた。

## 詳細
サイケデリック・ミュージックとは、決まったルールのある1つのジャンルというわけではなく、ある種の楽曲に見られる超現実的でありながら夢を見るような感覚を表現した音楽でもあるが、以下のような特徴を持っていることが多い。
- エキゾチックな楽器が用いられることが多く、特にシタールやタブラがよくつかわれる[5]。
- 曲の構成、調や拍子の変化が複雑で、旋法的なメロディやドローン（持続低音）が多用される[6]。
- 歌詞の内容がシュールで奇妙で複雑なものとなっている[7]。また、文学を基にした歌詞の曲もある[7][8]。
- 長時間のソロやジャム・セッションの多用[6]。
- エレキギターが出てくるときはハウリングやワウワウ、ディストーションが用いられることが多い[9]。
- オルガン、ハープシコード、メロトロン（磁気テープでサンプリングのできる装置）といった鍵盤楽器の音が強調される[10]。また、シンセサイザーやテルミンが使われることもあり[11][12]、近年ではコンピュータで作成したリズムパターンの繰り返しが用いられることもある[13]。
- 逆再生、パンニング、位相整合、長い遅延ループといった凝ったエフェクトや残響の強調[14]。

## 歴史およびサブジャンルの派生

### サイケデリック・フォーク

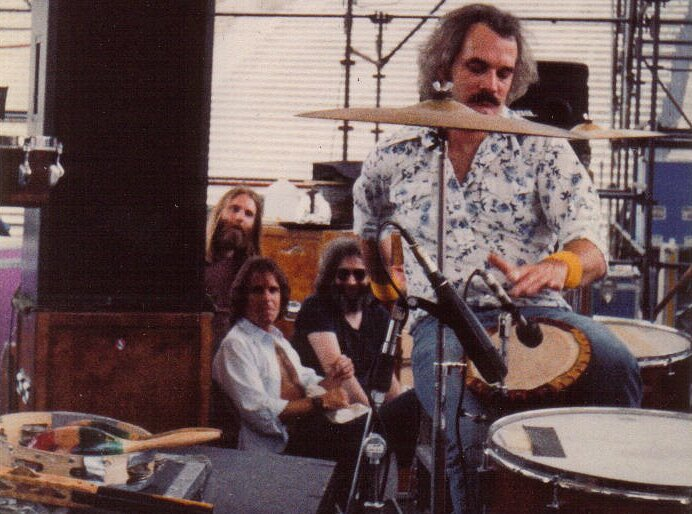
1980年代初期、グレイトフルデッドのライブの舞台裏にて

最初にサイケデリックという言葉が音楽の方面で用いられたのは、1964年にニューヨークを拠点に活動するフォーク・グループのThe Holy Modal Roundersが、レッドベリーの「ためらいのブルース」（Hesitation Blues）のカバーを発表したときだった。1960年代半ばの時点でサイケデリック・ミュージックは急速にアメリカ西海岸と東海岸のビート・フォーク・シーンに広まった。サンフランシスコからはカレイドスコープ、イッツ・ア・ビューティフル・デイ、ピーナッツ・バター・コンスピラシー、H. P. ラブクラフトといったミュージシャンやバンドが登場し、ニューヨークのグリニッジ・ヴィレッジからはジェイク&ザ・ファミリー・ジュエルズやキャットマザー&ザ・オールナイト・ニュースボーイズが、そしてフロリダからはパールズ・ビフォア・スワインが登場した。1965年にバーズがフォークロックに転向したのをきっかけに、多くのサイケデリック・バンドがそれに続き、その結果グレイトフル・デッド、ジェファーソン・エアプレイン、キャプテン・ビーフハート・アンド・ヒズ・マジック・バンド、カントリー・ジョー・アンド・ザ・フィッシュ、The Great Society、クイックシルヴァー・メッセンジャー・サーヴィスといったバンドが生まれた。
1960年代半ば、ブリティッシュ・インヴェイジョンの結果の一つとして、この流行はアメリカとイギリスのフォークロック・シーンやロック・シーンの一環として広まった。1964年から、デイヴィ・グレアムやバート・ヤンシュの作品にはブルースやジャズやドラッグ、東洋思想が織り込まれ。フォーク・ミュージシャンの中には、ボブ・ディランといったアメリカのアーティストとフラワー・パワー（flower power）を結びつけたスコットランドのドノヴァンのように目立った人物がいた。そして1967年から、インクレディブル・ストリング・バンドは西洋の楽器と東洋の思想を組み合わせ、様々な要素を取り入れたアコースティック音楽を展開した。

### サイケデリック・ロック
サイケデリック・ロックは1960年代にロック・ミュージックと電子音楽と東洋からの影響などが合わさったロックンロール・ムーヴメントの余波として成長した。大麻やメスカリン、LSDなどの幻覚剤といったドラッグを服用して得られた閃きによって、伝統的なロック・ミュージックを打ち壊し、サイケデリック・メタルや実験的なロックのジャンルの根源になった。アメリカ合衆国では、13thフロア・エレベーターズがグレイトフル・デッドやジェファーソン・エアプレイン等に代表されるジャンルとつながりを持つ『サイケデリック』という言葉を初めて使用した。ビートルズも厳密にはサイケデリック・ロックとは見なされなかったものの、1965年から1967年にかけて「トゥモロー・ネバー・ノウズ」や「ルーシー・イン・ザ・スカイ・ウィズ・ダイアモンズ」といった楽曲を制作した。クリームと、創設者シド・バレットに率いられたピンク・フロイドはサイケデリック・ミュージックを受け入れ、初めて真のサイケデリック・バンドになった。
ひとつの歌を制作することだけに集中し、「サイケデリックな」影響の元、実験的なレコーディングを行い、超現実的な音楽を作り上げるミュージシャンもいた。この過程を示す作品としてカントリー・ジョー・アンド・ザ・フィッシュが1966年に制作した『Bass Strings』は、荒削りなジャグ・バンドに影響された様式への対抗作として、陽気でテンポの速い攻撃的なものとなった。1967年、商業的なヒットを狙いそうなものから、LSDの影響を受けてつくられた実験的な音楽に生まれ変わった。『Bass Strings』において、より遅いテンポに遅らせたボーカル、反響の追加、逆再生した状態で収録したシンバル、電子オルガン、砂漠を旅する内容の歌詞、延々と続くようなブルース・ギターのソロを合わせた結果サイケデリックな曲が生まれ、カントリー・ジョー・アンド・ザ・フィッシュのファースト・アルバム『Electric Music for the Mind and Body』もそのようになった。ジェファーソン・エアプレインのウェブサイトには「（アルバム）『After Bathing at Baxter's』はサイケデリックな実験がどのような音楽を生み出し、どのように内側から感じさせるのか、その感覚を掴みたくて作られた」とある。ジミ・ヘンドリックスもまた、自分のギターと才能でサイケデリックで実験的な音楽を生み出してきた。

### サイケデリック・ポップ

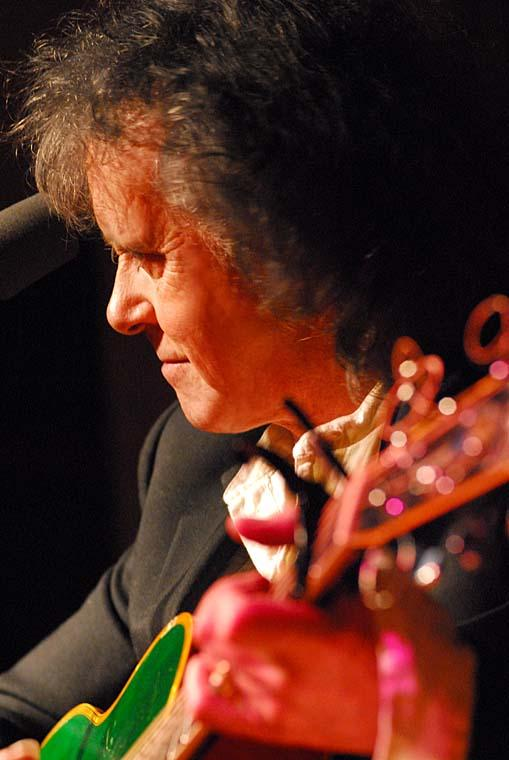
イギリスにおける最初のサイケデリック・ポップ・スター、ドノヴァン。写真は2007年のもの

サイケデリックという要素はビートルズの影響力もあってメインストリームおよび商業音楽界に広まり、ポップス業界がサイケデリック・ミュージックの影響を受け始め、ヒッピー・ファッションとともに、シタールやディストーションのかかったギターのサウンド、テープによるエフェクトが導入された。ザ・ビーチ・ボーイズのヒットシングル「グッド・ヴァイブレーション」はタンネリン（Tannerin、テルミンを扱いやすくした楽器）が使われており、サイケデリックな歌詞とサウンドをポップスに持ち込んだ歌の一つとされている。この流行に乗ったアメリカのポップス・バンドには、エレクトリック・プルーンズ、ストロベリー・アラーム・クロック、ブルース・マグースなどがいる。また、サイケデリックなサウンドは モンキーズやレモン・パイパーズ（The Lemon Pipers）といった初期のバブルガム・ポップのバンドやミュージシャンに見受けられた。スコットランドのフォークシンガーであるドノヴァンは、エレクトリックなサウンドに転向したことにより、1966年に「サンシャイン・スーパーマン」でヒットした。その曲は初期のサイケデリック・ポップのレコードの一つに数えられている。
よりポップなサイケデリック・ミュージックはオーストラリアやニュージーランドでもバンドが結成されるほどの人気を呼んだ。シドニーで結成されたイージービーツ（The Easybeats）は、ロンドンで『Friday on My Mind』（1966年）をレコーディングし、世界的なヒットを起こした後、ロンドンにとどまり、1970年に解散するまで、サイケデリック寄りなポップス作品を作り続けていった。クイーンズランド州ブリスベンで結成されたビージーズもイージービーツと似た道をたどり、オーストラリアを出てロンドンでアルバム『Bee Gees 1st』（1967年）をレコーディングし、その後も3枚のヒットシングルを出した。彼らのサウンドはフォークやロックを含んでいたが、サイケデリックな要素もあり、ビートルズの影響を強く受けていた。アデレードで結成されたザ・トワイライツ（The Twilights）も、ロンドンに行き、ささやかながらもいくつかヒットを出すことになる作品をそこでレコーディングし、サイケデリック・ミュージック・シーンについて学んだ後、帰国してシタールを用いたビートルズのカバー曲を製作し、コンセプトアルバム『Once upon a Twilight』(1968年)を発表した。最も成功したとされるニュージーランドのバンド、ザ・ラ・デ・ダスは、オスカー・ワイルドの同名の児童文学を題材としたサイケデリック・ポップのアルバム『The Happy Prince』(1968年)を発表するが、イギリスおよび全世界でヒットを飛ばすことはできなかった。

### サイケデリック・ソウル
ジミ・ヘンドリックスがロック・シーンにおいて成功したことを受けて、サイケデリック・ミュージックは、アフリカ系アメリカ人、特にモータウンに所属するミュージシャンたちに衝撃を与えた。公民権運動もあって、この時の音楽は「アシッド・ロック」にしては暗く、政治的な内容が強かった。ジェームズ・ブラウンがつくりあげたファンクのサウンドに乗ったそのジャンルは、スライ&ザ・ファミリー・ストーンの「Dance to the Music」（1968年）、「エヴリデイ・ピープル」（1968年）、「I Want to Take You Higher」（1969年）や、テンプテーションズの「Cloud Nine」（1968年）、「Runaway Child, Running Wild」（1969年）、「Psychedelic Shack」（1969年）といった楽曲のリリースによって開拓されていった。すぐにシュープリームスの「Love Child」（1968年）や「Stoned Love」（1970年）、The Chambers Brothersの「Time has come today」（1966年発表。ただしチャートインは1968年）、フィフス・ディメンションによるローラ・ニーロの「ストーンド・ソウル・ピクニック」（1968年）のカバー、エドウィン・スターの「黒い戦争」（War、1970年）、アンディスピューテッド・トゥルースの「Smiling Faces Sometimes」（1971年）といった同ジャンルの作品が次々に出てきた。ジョージ・クリントンがファンカデリックとパーラメントを率いたり、様々なスピンオフを生み出したことが、サイケデリック・ソウルというジャンルを息の長いものにし、1970年代の時点でファンクが宗教になりかけたほどだった。彼は40枚以上のシングルをプロデュースし、内3枚はアメリカの音楽チャートのトップ10入りし、3枚のアルバムがプラチナアルバムに認定された。

### 衰退
サイケデリック・ミュージックは衰退していき、1960年代末までにはその流行は過ぎ去っていった。1966年にはアメリカとイギリスでLSDの所持使用が非合法とされた。1969年、ビートルズの楽曲「ヘルター・スケルター」などの影響を受けたと主張するチャールズ・マンソンの教唆を受けたマンソン・ファミリーが起こしたシャロン・テートとラビアンカ夫妻（Leno and Rosemary LaBianca）の殺害事件は、反ヒッピー運動の追い風となった。また同年12月6日にカリフォルニア州で開かれたローリング・ストーンズがメイン・アクトを務めたオルタモント・フリーコンサートは、警備にあたっていたヘルズ・エンジェルスのメンバーが観客の黒人青年メレディス・ハンター（Meredith Hunter）を刺殺した結果、イベント自体が悪名高いものとなった。
ビーチ・ボーイズのブライアン・ウィルソンや、ローリング・ストーンズのブライアン・ジョーンズ、フリートウッド・マックのピーター・グリーン、ピンク・フロイドのシド・バレットといったミュージシャンは初期の「LSDの犠牲者（acid casualties）」とされた。かつて彼らが引っ張っていたバンドは音楽の方向性を変えようとしており、クリームやジミ・ヘンドリックス・エクスペリエンスは解散した。ヘンドリックスは1970年9月『バンド・オブ・ジプシーズ』（1970年）をレコーディングした後にロンドンで亡くなり、ジャニス・ジョプリンも同年10月にヘロインのオーバードーズにより死去、翌年7月にはドアーズのジム・モリソンがパリで亡くなった。残った多くのバンドはサイケデリック・ミュージックから離れ、原点（ルーツ・ロック）に返ろうとした。その結果、伝統を重んじた牧歌的なフォークやむら気なフォークが出来上がり、プログレッシブ・ロックの実験の幅は広まり、リフを多用したヘヴィ・ロックが出来上がっていった。1970年代、サイケデリック・ソウルに影響された楽曲は音楽チャートで伸び悩むようになり、有名なミュージシャンたちはひらめきを他に求めるようになっていった。ビートルズはマネージャーであるブライアン・エプスタインの死（1967年）やシュールなテレビ映画『マジカル・ミステリー・ツアー』（1967年）の視聴率不振を受けて、アルバム『ザ・ビートルズ』（1968年）、『アビイ・ロード』（1969年）、『レット・イット・ビー』（1970年）で粗削りなスタイルに回帰していったが、結局解散した。原点に返るという行動はローリング・ストーンズの『ベガーズ・バンケット』（1968年）から『メイン・ストリートのならず者』（1972年）までの時期のアルバムにもみられた。イギリスのフォークロック・バンドであるフェアポート・コンヴェンションは1969年に『リージ・アンド・リーフ』をリリースした。このアルバムは、アメリカ寄りのフォークロックから伝統的なイギリスの音楽に転換した時期のもので、エレクトリック・フォークというサブジャンルが出来上がり、スティーライ・スパンやフォザリンゲイといったバンドがそれに続いた。サイケデリック・ミュージックに影響を受けた奇妙さは、イギリスのフォーク・シーンで1970年代に入っても続いた。この時、コーマス、メロウ・キャンドル、ニック・ドレイク、インクレディブル・ストリング・バンド、フォレスト、トゥリーズといったバンドやミュージシャンが活動をつづけ、シド・バレットも2枚のソロ・アルバムを出していた。

### 影響

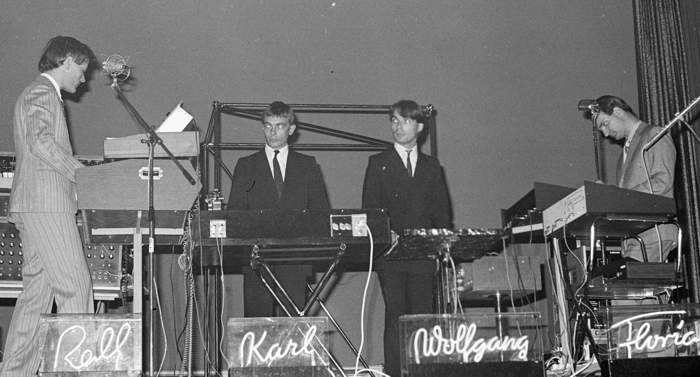
サイケデリック・ミュージックからクラウトロックを生み出すのに重要な役割を果たしたクラフトワーク

かつてサイケデリックな要素を取り入れたイギリスの多くのミュージシャンやバンドは、1970年代に入るとピンク・フロイドやソフト・マシーン、イエスのように、プログレッシブ・ロックという新領域の形成に移行していった。キング・クリムゾンのアルバム『クリムゾン・キングの宮殿』（1969年）は、サイケデリック・ロックからプログレッシブ・ロックへの移行期を象徴する記念碑的な作品として知られている。ホークウインドといったバンドは1970年代にサイケデリック・ミュージックの要素を取り入れたが、多くはより幅広い実験の中で、サイケデリックの要素を捨てていった。クラフトワーク、タンジェリン・ドリーム、カン、ファウストといったバンドは、自分達の音楽の根本からサイケデリックな要素をそぎ落とし、電子楽器の使用に特化した結果、「kosmische musik」として知られるエレクトロニックロック、つまりイギリスの雑誌で言われるところの「クラウトロック」というジャンルを確立していった。ポポル・ヴーが1970年にシンセサイザーを使い出して以来、シンセサイザーの導入は、1972年にロキシー・ミュージックのシンセサイザー奏者としてデビューしたブライアン・イーノの活躍もあって、シンセロックという新たなジャンルの開拓に一役買った。カンやソフト・マシーンがジャズの要素を導入したことにより、コロシアムといったジャズ・ロック・バンドが結成された。
サイケデリック・ロックにおけるディストーションのきいたギターのサウンドや、ソロの強調、大胆な構成といった要素は、ブルース起源のロックからのちのヘヴィメタルにつながる重要な架け橋とされている。1960年代にヤードバーズに所属していたギタリストのジェフ・ベックとジミー・ペイジはジャンルを移動し、それぞれジェフ・ベック・グループとレッド・ツェッペリンを結成した。ブルース起源のサイケデリック・ロック・バンドからジャンルを開拓していったバンドとしては、他にブラック・サバス、ディープ・パープル、ジューダス・プリースト、UFOがある。
サイケデリック・ミュージックはグラムロックの誕生にも影響を与えた。マーク・ボランはサイケデリック・フォーク・デュオだったティラノザウルス・レックスを1970年末にT・レックスに発展させ、世界初のグラムロックのスターとして大きな成功を収めた。デヴィッド・ボウイは1971年にサイケデリックなサウンドから転向してジギー・スターダストという別人格を打ち出し、プロとしての性質やパフォーマンスを独自のものにしていった。
1970年代にバブルガム・ポップが成長し大規模なものになったことで、ポップス業界におけるサイケデリック・ミュージックの影響は少し長く続いた。同じことはサイケデリック・ソウルにもあてはまり、このジャンルも1970年代に入っても衰退せず、ファンクと結びつきディスコへと発展していった。

### サイケデリック・ヒップホップ

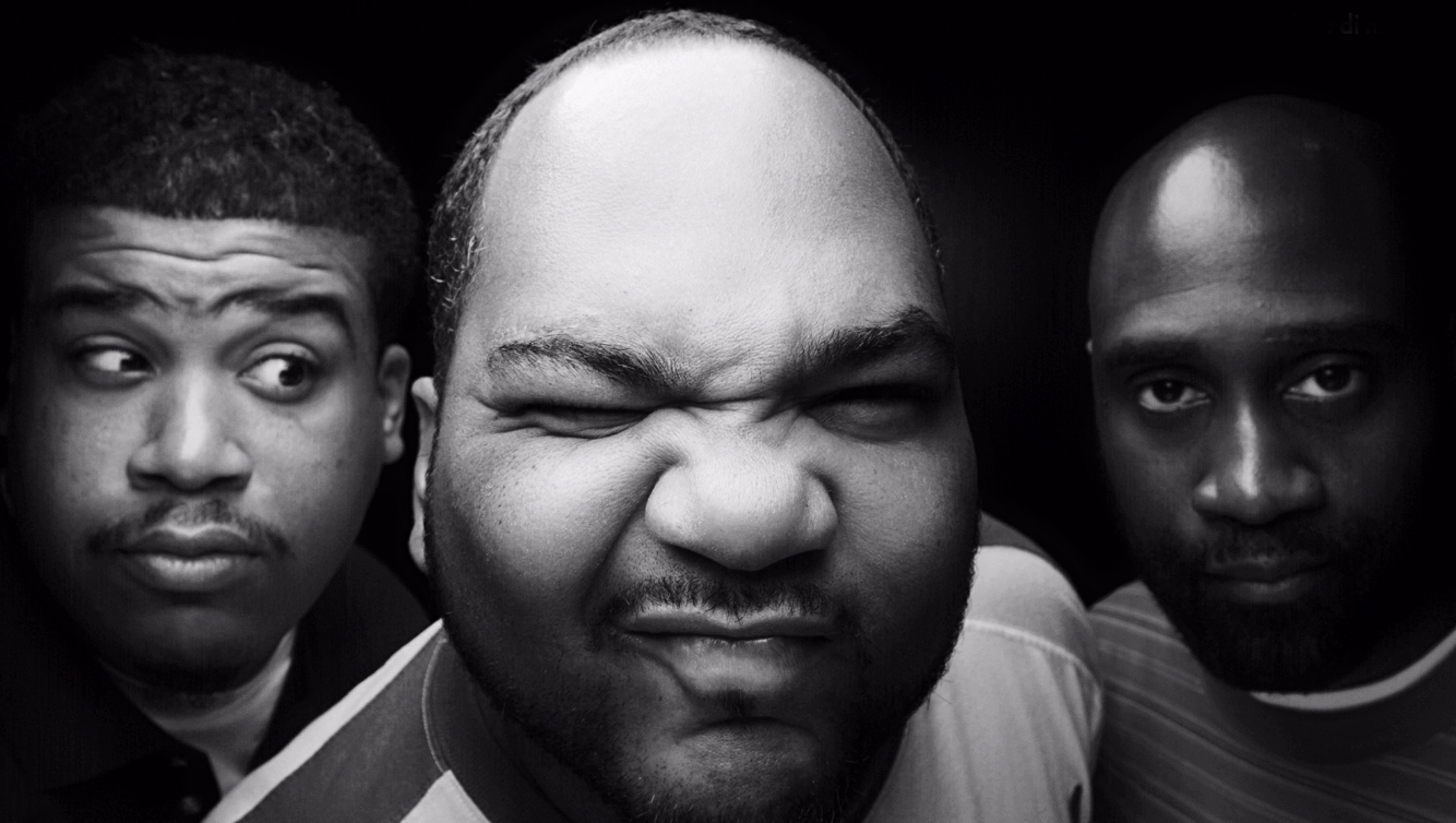
サイケデリック・ヒップホップの開拓者 デ・ラ・ソウル

デ・ラ・ソウルのデビュー作『3・フィート・ハイ&ライジング』（1989年）やビースティ・ボーイズの『ポールズ・ブティック』といった1980年代末に発表されたアルバムはサイケデリック・ヒップホップの幕開けとも呼べるもので、モンキーズやピンク・フロイドといったアーティストの楽曲をサンプリングするなど他のアーティストに影響を及ぼした。1990年代、サイケデリック・ミュージックトラップを掛け合わせようという実験が行われた。その結果、ヒップホップにおいてサンプリングは常套手段として使われ、サンプリングという手法はドクター・ドレやアイス・キューブとその甥であるデル・ザ・ファンキー・ホモサピエン、スヌープ・ドッグ、ターミネーターX、ザ・ファーサイドなど多数のミュージシャンがジミ・ヘンドリックス・エクスペリエンスやパーラメント-ファンカデリックといったサイケデリック・ミュージックの楽曲をサンプリングするようになった。
ジャングル・ブラザーズは1990年に発表した「I'll House You」という曲の中でアシッド・ハウスとヒップホップの融合を行い、ア・トライブ・コールド・クエストは同年に発表した「I Left My Wallet in El Segundo」でジャズとルー・リードの楽曲のサンプリングを用いた。デジタル・アンダーグラウンドはセックスとSFとPファンクのネタをステージ上で融合させた一方、アレステッド・ディベロップメントはスライ&ザ・ファミリー・ストーンの影響を受けた楽曲を発表していった。このほかにも、ディガブル・プラネッツ、 ディヴァイン・スタイラー、サイプレス・ヒルらがサイケデリック・ミュージックの影響を受けた楽曲を発表していった。また、アメリカ西海岸出身のヒップホップ・グループ、ザ・ファーサイドがR&Bチャートやブラック・ラジオ局の番組を賑わせた。
1990年代にはRZA、ザ・ルーツ、ディアンジェロといったミュージシャンが登場した。

### ネオ・サイケデリア

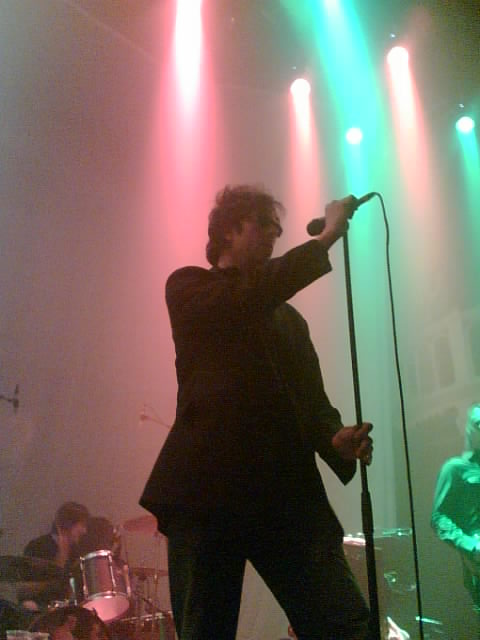
ネオ・サイケデリアというジャンルを開拓したバンドであるエコー&ザ・バニーメン。2006年に行われたアムスデルダムのライブの様子

1970年代後半に勃興したポストパンク・シーンの中、スージー・アンド・ザ・バンシーズ、ティアドロップ・エクスプローズ（The Teardrop Explodes）、エコー&ザ・バニーメン、チャーチ、ザ・ソフト・ボーイズ（Soft Boys）といったバンドが現れる形で、サイケデリック・ロックは復活した。1980年代初期のアメリカにおいて、これらのバンドは、ロサンゼルスを拠点にペイズリー・アンダーグラウンド（Paisley Underground）を展開し、ザ・ドリーム・シンジケート（The Dream Syndicate）、バングルス、レイン・パレード（Rain Parade）といったバンドもアメリカに現れるようになった。1980年代半ばのプリンスやレニー・クラヴィッツの1990年代の作品などにみられたように、音楽業界の主流でサイケデリック風な楽曲がはやることもあったが、サイケデリック・ミュージックにとりかかったバンドの多くはオルタナティヴ・ロックやインディー・ロックのミュージシャンやバンドだった。1990年代、ジ・アップルズ・イン・ステレオ（The Apples in Stereo）、オリヴィア・トレモロ・コントロール（The Olivia Tremor Control）、ニュートラル・ミルク・ホテル、エルフ・パワー（Elf Power）、オブ・モントリオールといった、コミュニティ「エレファント6（Elephant 6）」に所属するバンドやミュージシャンたちは、折衷的なサイケデリック・ロックやフォーク・ミュージックを作った。エレファント6以外に、サイケデリック・ロックの域に進出したオルタナティヴ・ロック・バンドやミュージシャンには、オーストラリアのチャーチや、ニック・サロマン率いるThe Bevis Frond、マーキュリー・レヴ、ザ・フレーミング・リップス、スーパー・ファーリー・アニマルズなどがおり、この中でもスペースメン3はスペース・ロックというジャンルを生み出した。1990年代前半、サイケデリック・ロックとブルース・ロックとドゥームメタルを融合させたような、ストーナー・ロックというジャンルが生まれた。このジャンルの音楽は、ややゆったりしたテンポと、ベースの低く重いサウンド、メロディアスなボーカルと、「レトロな」つくりが特徴とされている。このジャンルはカリフォルニアのバンド、カイアスとスリープ（Sleep）によって開拓された。イギリスでは、1988年にザ・ストーン・ローゼズがデビュー・シングルを発表し、キャッチーなネオ・サイケデリック・ギター・ポップスとしてヒットし、その影響でマッドチェスター・シーンが出来上がり、1990年代のブラーやオアシスといったイギリスのポップ・バンドに影響を与えた。特にオアシスは、アルバム『スタンディング・オン・ザ・ショルダー・オブ・ジャイアンツ』で、1960年代のサイケデリック・ポップ/ロックを再現したようなサウンドを生み出した。その直後にあたるポスト・ブリットポップ時代、クーラ・シェイカーが、渦巻くような重いギターのサウンドといった1960年代後半のサイケデリック・ミュージックの要素を取り入れ、インドの神秘主義やスピリチュアルと合わせた楽曲を発表してきている。2000年代に入ってもネオ・サイケデリアの熱は冷めず、テーム・インパラや、エセックス・グリーン（The Essex Green）といったバンドが1960年代のサウンドを再現している。

### 電子音楽への影響
1980年代、サイケデリック・ミュージックは電子音楽というジャンルによって復活し、しばしばレイヴ・サブカルチャーと結びつき、アシッド・ハウス、トランス、ニューレイヴといったジャンルを生み出した。

#### アシッド・ハウス

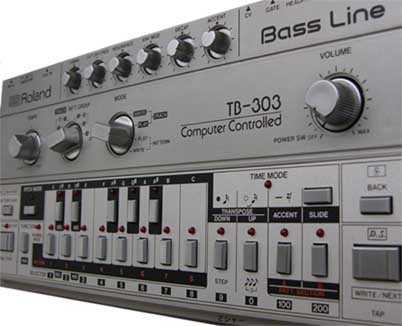
アシッドハウス誕生のきっかけとなったローランド・TB-303

スマイリーフェイスはアシッド・ハウスのシンボルとして用いられることが多い

アシッド・ハウスは1980年代半ばにDJ Pierre、アドニス（Adonis）、ファーリー・ジャックマスター・ファンク、フューチャー（Phuture）といったシカゴのDJたちによって、ハウス・ミュージックから派生していった。特にフューチャーは『Acid Trax』（1987年）という作品で、初めて「Acid」という言葉を使った。アシッド・ハウスはローランド・TB-303から生み出された深みのあるベースラインと、ごぼごぼいうようなサウンドが合わさった音楽である。イギリスでそのジャンルのシングルが売り出されると、そのようなサウンドが再び作られ、1986年から1987年のロンドンでは、小さな倉庫でいかがわしいダンスパーティーが派手に行われた。1988年のセカンド・サマー・オブ・ラブのさなか、アシッド・ハウスはイギリスの音楽業界でヒットし、何千ものクラブ好きが大掛かりなレイヴ・パーティーを開いた。このジャンルからはM/A/R/R/S、S'Express、Technotronicといったミュージシャンたちの作品がイギリスの音楽チャートにランクインしたが、1990年代に入るとアシッド・ハウスはトランスにその人気を奪われていった。

#### トランスの誕生
トランスは、1990年代初頭のドイツのテクノおよびハードコアテクノ・シーンから生まれた。このジャンルの音楽は、シンセサイザーの短いメロディの繰り返しと、変化の少ないリズム、時折入るシンセサイザーのノイズを組み合わせて、聴く者をトランス状態に陥ったかのような気分にさせる。アシッド・ハウスやテクノから派生したこのジャンルはオランダやドイツで発展し、ジョイ・ベルトラムの「Energy Flash」や、CJボーランドの「The Ravesignal」といったシングルが出て、Robert Leiner、サン・エレクトリック、エイフェックス・ツインらが作品を発表した。また、ハードフロアの「Acperience 1」（1992年）で有名なテクノ/トランスのレーベルであるハートハウスも影響力を振るった。1990年代初頭のイギリスで人気を博したトランスだったが、トリップ・ホップやジャングルといった新しいジャンルが台頭すると、トランスは鳴りを潜めた。しかし1990年代後半から再び人気が急上昇し、アメリカではポール・オークンフォールド（Paul Oakenfold）、ピート・トン（Pete Tong）、トニー・デ・ヴィット（Tony De Vit）、ダニー・ランプリング（Danny Rampling）、サシャ（Sasha）、ジャッジ・ジュールズ（Judge Jules）らが、またクリストファー・ローレンス（Christopher Lawrence）やKimball CollinsといったDJたちがクラブでの人気を博した。そしてトランスは細分化し、プログレッシブ・トランス（Progressive trance）、アシッドトランス（Acid trance）、ユーロトランス（Euro trance）、ゴアトランス、サイケデリックトランス、ハードトランス（Hard trance）、アップリフティング・トランス（Uplifting trance）といった様々なジャンルが派生した。

#### ニューレイヴ

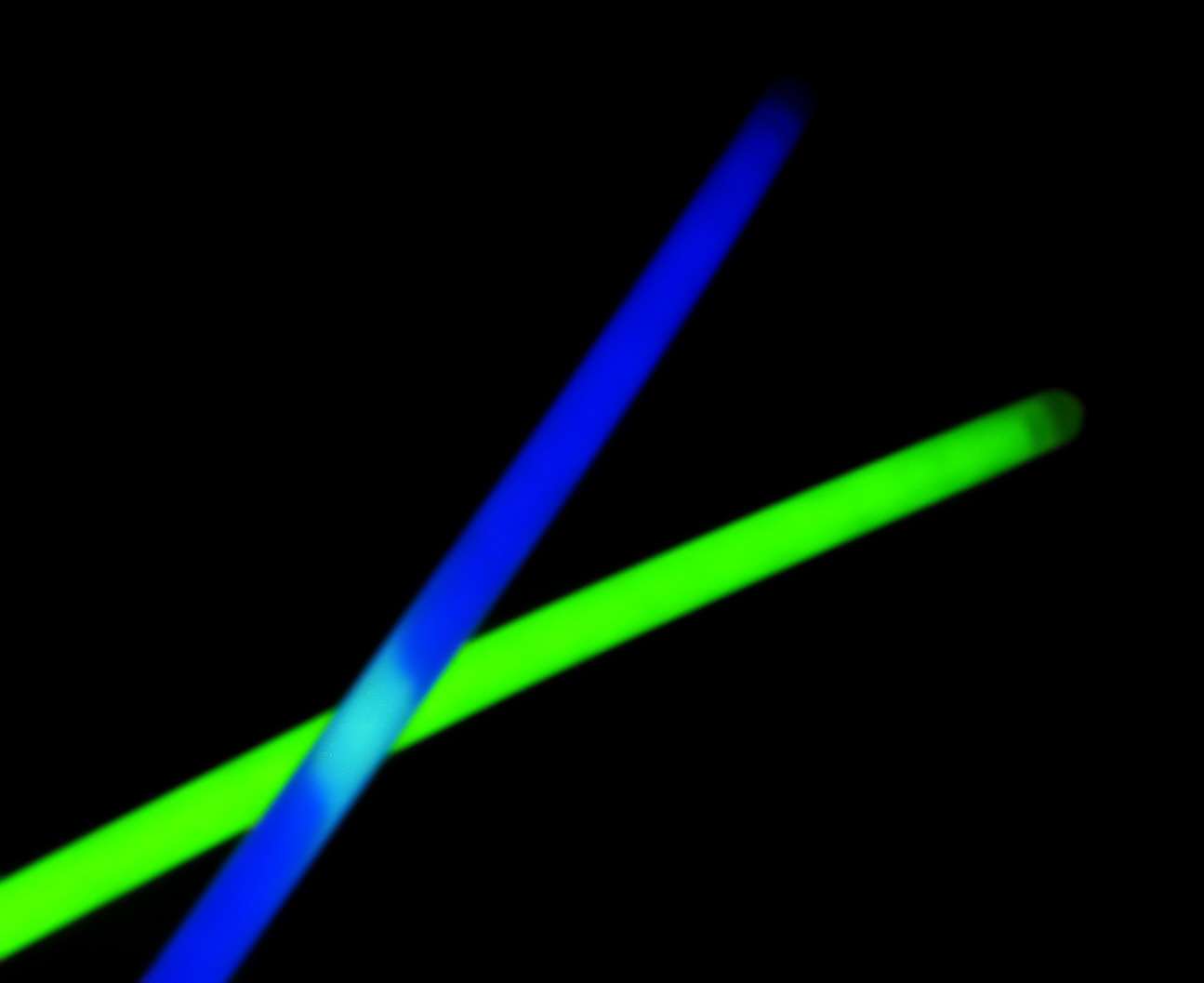
ニューレイヴの象徴である蛍光グッズ

2000年代のイギリスでは、インディー・ロックとダンス・パンクを混ぜ合わせた新たなレイヴがクラクソンズによって開拓され、『NME』誌が広め、トラッシュ・ファッション（Trash Fashion）、ニュー・ヤング・ポニー・クラブ（New Young Pony Club）、ハドーケン!、レイト・オブ・ザ・ピア、テスト・アイシクルズ、シットディスコといったバンドが自身の音楽のジャンルを表現したりするのにニューレイヴという言葉を取り入れた。このジャンルの音楽は、初期のレイヴのようにシーンに合わせた美学が用いられ、ケミカルライトやネオンサインといった蛍光グッズによる視覚効果にも重きを置いており、これらのイベントの参加者もまぶしい色遣いの服や蛍光塗料を用いた服を着てくる。

## 関連ジャンル
- アシッド・ブレイク
- アシッド・ハウス
- アシッド・ジャズ
- アシッド・ラップ
- アシッド・ロック
- アシッド・テクノ
- アシッド・トランス
- エレクトロニカ
- クラウトロック
- ネオ・サイケデリア
- ペイズリー・アンダーグラウンド
- プログレッシブ・ロック
- サイケデリック・ロック
- サイケデリックトランス
- スペース・ロック
- ストーナーロック
- トリップ・ホップ
- チョップ・アンド・スクリュード（英語版）

## 参考図書
- Joynson, Vernon (December 1984). The Acid Trip: A Complete Guide to Psychedelic Music. Babylon Books. pp. pp.. ISBN 0-9071-8824-9
- Sculatti, Gene; Davin Seay (April 1985). San Francisco Nights: The Psychedelic Music Trip, 1965-1968. St Martins Pr. pp. pp. 192. ISBN 0-3126-9903-4
- Eye Mind:The Saga of The 13th Floor Elevators, Pioneers of the Psychedelic Sound by Paul Drummond Process Media 2007 ISBN 978-0-9760822-6-2. 424 pages